# Farní sbor Českobratrské církve evangelické v Hranicích
Farní sbor Českobratrské církve evangelické v Hranicích je sborem Českobratrské církve evangelické v Hranicích. Sbor spadá pod Moravskoslezský seniorát.
Sbor byl založen roku 1946.  Fara se nachází ve Farní ulici, kostel na Šromotově náměstí je adaptovaný z objektu bývalé solárny a v letech 2016-2023 prošel rekonstrukcí.
Farářkou sboru je Pavlína Lukášová, kurátorkou sboru je Daniela Jablonská.

## Faráři sboru
- Bohuslav Polívka (1947 - 1954)
- Jaroslav Batla (1954 - 1995)
- Lubomír Červenka - administrátor (1996 - 1998)
- Otakar Mikoláš - jáhen (1998 - 2000)
- Roman K. Lukáš - farář (2000 - 2007)
- Pavlína Lukášová - farářka (2010 - do současnosti)